# 1871 na música

## Eventos
- 1 de Junho - Fundação da Sociedade Filarmónica União Seixalense, no Seixal - Portugal.

## Nascimentos
| Data        | Nome             | Profissão | Nacionalidade | Observações | Ref |
| ----------- | ---------------- | --------- | ------------- | ----------- | --- |
| 29 de Junho | Luisa Tetrazzini | soprano   | Itália        | m. 1941     |     |

## Mortes
| Data | Nome | Profissão | Nacionalidade | Observações | Ref |
| ---- | ---- | --------- | ------------- | ----------- | --- |